# Dombasle-devant-Darney
Dombasle-devant-Darney è un comune francese di 90 abitanti situato nel dipartimento dei Vosgi nella regione del Grand Est.

## Società

### Evoluzione demografica
Abitanti censiti